# Eroe del Tagikistan
Il titolo di Eroe del Tagikistan è il più alto titolo onorifico del Tagikistan.

## Storia
L'onorificenza è stata istituita il 14 dicembre 1996.

## Assegnazione
È conferita dal Presidente della Repubblica del Tagikistan per premiare servizi allo Stato e alle persone associate con la commissione di un atto eroico, militare o nel lavoro, in nome della libertà, dell'indipendenza e della prosperità della Repubblica del Tagikistan.
Alle persone che hanno ricevuto il titolo di Eroe del Tagikistan, viene assegnata la stella d'oro "Eroe del Tagikistan", indossata con un nastro sul lato sinistro del petto.
Le persone che hanno ricevuto il titolo di "Eroe del Tagikistan" ricevono un bonus mensile del 100 % della pensione che ricevono. Essi hanno diritto a vivere in una zona residenziale in conformità con gli standard stabiliti. Lo spazio abitativo occupato da loro e dai loro familiari e i servizi comunali sono pagati al 50 %. Gli insigniti hanno diritto anche a un trattamento sanitario annuale con viaggio gratuito in un ospedale o in una casa per le vacanze. I permessi gratuiti sono rilasciati nel luogo di lavoro e per i pensionati non attivi dagli organismi di protezione sociale. Gli insigniti hanno il diritto di viaggiare gratuitamente una volta all'anno - andata e ritorno - nella Repubblica del Tagikistan su rotaia, in aereo o con mezzi di trasporti a lunga distanza su gomma e il diritto al libero uso ai mezzi dei trasporto pubblico urbani e suburbani.
La stella d'oro e i documenti di assegnazione di un insignito defunto rimangono agli eredi per la memoria. Con il consenso degli eredi del defunto, l'insegna e i documenti di assegnazione possono essere trasferiti ai musei statali per la conservazione e l'esposizione. Se il defunto non ha eredi, i suoi premi e documenti di assegnazione vengono restituiti allo stato.

## Insegne
- L'insegna è una stella d'oro a otto punte. Al centro della stella vi è un cerchio con all'interno una corona e sette stelle a cinque punte più piccole. La corona rappresenta il popolo tagico, poiché il nome tajik è collegato alla "corona" persiana del tâj nell'etimologia popolare. Le sette stelle richiamano il numero sette delle leggende tradizionali tagike. Esso rappresenta la perfezione e la felicità, alludendo alla tradizionale credenza che i cieli siano caratterizzati da sette montagne e sette frutteti con una stella che brilla sopra ogni montagna.
- Il nastro è per un terzo rosso, un terzo bianco e un terzo verde.

## Insigniti
1. Bobodžan Gafurov (1997, postumo) - Politico
2. Sadriddin Ayni (8 settembre 1998, postumo) - Poeta, romanziere e giornalista
3. Emomali Rahmon (1999) - Politico e presidente del Tagikistan
4. Mirzo Tursunzoda (2001, postumo) - Poeta
5. Nusratullo Maksum (27 giugno 2006, postumo) - Politico
6. Shirinsho Shotemur (27 giugno 2006, postumo) - Politico